# 比利亚德莫尔德拉韦加
比利亚德莫尔德拉韦加，是西班牙卡斯蒂利亚-莱昂莱昂省的一个市镇。总面积17平方公里，总人口442人（2001年），人口密度26人/平方公里。